# Virág Piroska
Virág Piroska (Sepsiszentgyörgy, 1972. január 13. –) erdélyi magyar sejtbiológus, biológiai szakíró, egyetemi oktató.

## Életútja, munkássága
Középiskoláit a székelyudvarhelyi Egészségügyi Líceumban végezte (1990), majd a BBTE-n biológia szakos tanári diplomát szerzett (1996). Közben 1990–91-ben a sepsiszentgyörgyi Megyei Kórházban mint asszisztens dolgozott. 1996–97-ben magiszterhallgató a BBTE-n, sejtbiológia szakon; 2001-ben megvédett doktori tézisének címe: A citokinek terápiás hatása az onkológiai sugár- és chemoterápiában.
1996-tól a kolozsvári Onkológiai Intézetben immunológiai laboratóriumi asszisztens, 1998-tól laboratórium-biológus, 2002-től szakbiológus. Közben 1999-től a BBTE-n biológia szakon előadó.
Első szakközleménye a kolozsvári Állatorvosi és Agrártudományi Egyetemen 2000-ben megrendezett XXVI. szimpózium konferenciakötetében jelent meg. Rendszeresen közöl az egyetem Buletinul Universităţii de Ştiinţe Agrare şi Medicină Veterinară c. kiadványában és a Román Sejtbiológiai Társaság Évkönyveiben; társszerzőkkel írt közleményei megjelentek még a Lucrări Ştiinţifice, Medicină Veterinară, Phytotherapie Research, Radioterapie & Oncologie c. szakközlönyökben.